# Brothers in Arms DS
Brothers in Arms DS — компьютерная игра в жанре шутера от третьего лица, разработанная студией Gameloft и изданная Ubisoft для консоли Nintendo DS. Игра является частью серии Brothers in Arms, созданной Gearbox.

## Геймплей
Игрок берёт на себя роль десантника 101-й воздушно-десантной дивизии армии США, сражающейся в Тунисе, Нормандии и Арденнах во время Второй мировой войны.
Игра включает в себя 16 уровней разделённых на 3 кампании, кроме уровней где игрок передвигается пешком в игре реализованы миссии на танке и на джипе. Также в игре присутствует мультиплеер для 4-х игроков с двумя режимами игры: Deathmatch и Team Deathmatch.

## Отзывы
| Сводный рейтинг    | Сводный рейтинг |
| Агрегатор          | Оценка          |
| ------------------ | --------------- |
| GameRankings       | 72,33 %         |
| Metacritic         | 72/100          |
| Иноязычные издания |                 |
| Издание            | Оценка          |
| Eurogamer          | 6/10            |
| Game Informer      | 6,75/10         |
| GameSpot           | 6/10            |
| GameSpy            | [ 6 ]           |
| IGN                | 8/10            |
| Nintendo Power     | 9/10            |
| X-Play             | [ 9 ]           |

Игра получила смешанные отзывы от прессы.